# Brovary (huyện)
Huyện Brovary (tiếng Ukraina: Броварський район, chuyển tự: Brovarys’kyi raion) là một huyện của tỉnh Kiev thuộc Ukraina. Huyện Brovary có diện tích 1188 km², dân số theo điều tra dân số ngày 5 tháng 12 năm 2001 là 77518 người với mật độ 65 người/km2. Trung tâm huyện nằm ở Brovary.